# Leptataspis sempolana
Leptataspis sempolana is een halfvleugelig insect uit de familie schuimcicaden (Cercopidae). De wetenschappelijke naam van deze soort is voor het eerst geldig gepubliceerd in 1935 door Lallemand.